# بيت أطفال الصمود
بيت أطفال الصّمود مؤسسة أُنشئت بتاريخ 12 أغسطس 1976 في مدينة بيروت اللّبنانيّة في منطقة «بئر الحسن» لتوفير الرّعاية الاجتماعيّة الكاملة، لأبناء الشّهداء في تل الزّعتر والثّورة الفلسطينيّة. وهذا بمبادرة من الأمانة العامة للاتحاد العام للمرأة الفلسطينية وبعض الاختصاصيين اللبنانيين والفلسطينيين. يُشكّل «بيت أطفال الصمود» بيتا بديلا يستقبل الأطفال الذين فقدوا كلا الوالدين اثر مجازر تل الزعتر ومخيمي صبرا وشتيلا. وسرعان ما توسع هذا المشروع ليشمل الأطفال الأيتام في جميع المخيمات على الأراضي اللبنانية، وهذا لأجل رعاية الأطفال الذين فقدوا الوالدين أو احداهما ممن يعيشون في المخيمات الفلسطينية في لبنان ومساعدة الأسر فاقدة المعيل لتحمل مسؤوليتها في رعاية أطفالها.

## طرق المساعدة
1. تقديم دعم مالي للأطفال من خلال برنامج التكفل.
2. تقديم خدمات تثقيفية وترفيهية وتعليمية وصحية للأطفال عبر مراكز المؤسسة في المخيمات
3. رفع مستوى الأسرة اقصاديا ومهنيا عبر برامج خاصة بالشبيبة والمرأة
4. التأكيد على الهوية الفلسطينية لشعبنا عبر تعزيز ثقافتنا وتراثنا الفلسطينيّ[2]

## خدمات المؤسّسة
تُعطى خدمات هذه المؤسّسة لمن هم فوق سنّ السّادسة؛ ممّن يقيمون في محيط البيت، وممّن كانوا يتعلّمون في مدارس وكالة الغوث. وبهذا تغطّي نشاطاته المراحل الدّراسيّة الثّلاث: الابتدائيّة؛ الاعداديّة والثّانويّة. كذلك فبيت أطفال الصّمود يولي اهتماما بالجوانب النّفسيّة للمشتركين، فيشمل برامجه الّتي يُقدّمها -فضلًا عن تقوية المنتسبين في المواضيع الدّراسيّة الاساسيّة- فعاليّات لا منهجيّة، مثل: الرّياضة، أعمال الخياطة والتّطريز 